# Concile d'Angers
Le concile d'Angers de 453 s'est tenu à Angers où étaient réunis plusieurs évêques à l'occasion de l'ordination de Talassius comme évêque d'Angers.

## Histoire
Le 4 octobre 453, sous le pontificat de Léon Ier dit Léon Ier le Grand, eut lieu à Angers, le premier concile des évêques de Gaule. Il est considéré comme concile général.
On sait que sept évêques ont siégé au concile : Eustochius ou Eustoche de Tours, Léon de Bourges (qui reçut la présidence de l'assemblée par Eustochius), Thalasse ou Thalaise d'Angers, Léon de Nantes, Désidérius (Didier) de Nantes, Chariaton a priori identifié (selon certains auteurs) à Corentin de Quimper, et saint Victurius du Mans.
Durant le concile : "On y renouvela les lois des conciles de Vaison, d'Orange et d'Arles, particulièrement sur la juridiction des évêques, sur leurs clercs, et l'irrégularité provenant de la bigamie ". Mais « il excommunie [aussi] celui qui renoncerait à la cléricature pour la milice séculière et les moines qui voyageraient sans lettres de congé. Il ne veut pas qu'un évêque avance dans les ordres le clerc d'un autre évêque. Il défend les violences et les mutilations de membres : ce qui marque les désordres causés par l'invasion des Barbares qui ravageaient alors les Gaules. »
À l'issue du concile, douze canons furent promulgués.

## Canons

### Canon 1
"Primùm ut contra Episcopale judiciuui Clericis non liceat profilire : neque inconsultis Sacerdotibus suis secularia iudicia expetere : sed nec de loco ad locum sine Episcopi permissione transire : nec sine commendatiis Sacerdoturn suorum itteris commeare" : Le premier canon du concile d'Angers est le plus remarquable et le seul qui ait une importance historique. « Qu'il ne soit pas permis aux clercs, y disent les évêques, d'aller contre un jugement épiscopal et de recourir aux tribunaux séculiers sans avoir consulté leurs évêques. ».
En effet, les clercs étaient exempts de la juridiction civile des princes du siècle. Ils relevaient de la compétence de l'évêque. Cet usage Constantin l'abolit mais ensuite Théodose le jeune et Valentinien III le rétablissent. Cependant en 542, avant le Concile, Valentinien III changea d'avis. Il faut ainsi citer une lettre d'Eustochius de Tours (~454) afin de bien comprendre la visée des Pères conciliaires :
« Aux seigneurs [Théodose et Valentinien], frères bienheureux et vénérables en J.-C., Sarmatius, Chariaton et Desiderius, évêques, et aux prêtres de toutes les églises de nos provinces :
« Les puissances du siècle ont voulu entourer l'ordre sacerdotal d'un tel respect, que ceux que Dieu a fait commander au monde sous le titre d'empereurs ont permis aux évêques de juger les causes suivant les lois divines.
« Ce privilège, appuyé sur l'ancien droit et souvent confirmé par des lois, nous trouvons qu'un certain nombre de clercs n'en tiennent aucun compte aujourd'hui; car, sans recourir au jugement épiscopal, ils s'adressent aux tribunaux séculiers.
«Nous avons donc pensé qu'il ne fallait pas tolérer plus longtemps cette injure faite à la loi divine et à notre Ordre, et qu'il serait nécessaire d'établir la règle qu'on devrait suivre à l'avenir.
«C'est pourquoi nous avons décidé que quiconque, sans avoir recours à l'évêque de son église, s'adresserait au tribunal civil, serait repoussé des parvis sacrés et chassé du saint autel ; que personne, après ce décret que nous avons porté d'un commun accord, n'ait la témérité d'agir contrairement à ce qui est prescrit.
« Que ceux qui ont erré auparavant se corrigent comme ils le doivent, et que ceux qui servent Dieu sous l'observance cléricale sachent qu'à l'avenir ils seront rejetés du clergé s'ils n'ont pas recours au jugement des évêques, et s'ils s'adressent aux tribunaux laïcs. Nous avons voulu que cette décision fût notifiée à tous, afin que, fondée comme elle l'est sur la justice elle droit, elle obtienne un plein effet dans toutes les affaires des clercs.
« Si un laïc poursuit un clerc, ce clerc devra d'abord demander à comparaître devant l'évêque; si le laïc s'y refuse, il pourra paraître devant le tribunal séculier avec l'autorisation préalable de l'évêque. »

### Canon 2
"Ut Diaconi Prebyteris noverint omni humilitate deferendum"

### Canon 3
"Ut à violentia et crimine perputationis abstineatur"
Violences et mutilations sont interdites

### Canon 4
"Familiaritatem extranearum fœminarum noverint esse vitandam. Sed si qui sunt caelibes, non nisi a fororibus aut amitis suis, aut à matribus consolentur ... Si quis post hoc interdictum à praedictis familiaritatibus se revocare noluerit, nequaquam gradu altiore donabitur : & si jam ordinatus fuerit, non ministret. Tum si qui tradendis civitatibus fuerint intersuisse detecti, vel capiendis, non solum à communione habeantur alieni, sed nec conviviorum quidem admittantur esse participes."
Les clercs doivent éviter le commerce des femmes étrangères à leur famille et ne doivent avoir chez eux que leur femme, leurs sœurs ou leur mère

### Canon 5
"Qod etiam de his qui accepta pœnitentia resilierint debita severitate servabitur. Quae forma etiam circa eas quae de virginitate sanctimoniali crimine proprio deciderunt, statuto rigore permaneat. "

### Canon 6
"Hi quoque qui alienis uxoribus, superstitibus ipsarum maritis, nomine conjugii abundentur, a communione liabeantur extranei."

### Canon 7
"Clerici quoque, qui relicto Clero se ad secularem militiam, & ad laïcos contulerint, non injuste ab Ecclesiam quam reliquerunt, amoventur."

### Canon 8
"Monachi quoque qui coeptam observationis viam reliquunt, & absque Espistolis, & absque certis negotiis, vel necessitatibus per regiones vagantur alienas, cognita districtione, si se non emendaverint, ab Abbatibus suis, vel a Sacerdotibus ab communionem non recipiantur."

### Canon 9
"Aliis quoque Episcopis aliorum Clericis gradum augere non liceat."

### Canon 10
"Quicumque autem vel de laïcis vel de Clero ministri fuerint ordinati, & observare noluerint, si laicus, communicare non leceat, nisi forte reprobaverint criminosos."

### Canon 11
"Nonnisi unius uxoris viri, iidemque virginibus copulati, Diaconi vel Prebyteri ordinentur."

### Canon 12
"Paenitentia sine locus omnibus pateat, qui conversi errorem suum voluerint confiteri. Quibus perspecta qualitare peccati, secundum Episcopi aestimationem erit venia largienda. "

## Les autres conciles tenus dans le diocèse d'Angers[13]
1. Le concile de 1055
2. Le concile de 1279
3. Le concile de 1336
4. Le concile de 1448
5. Le concile de 1583